# Vivre aujourd'hui, mourir demain
Pour plus de détails, voir Fiche technique et Distribution.
Vivre aujourd'hui, mourir demain (裸の十九才, Hadaka no jukyu-sai) est un film japonais réalisé par Kaneto Shindō et sorti en 1970.
Il s'inspire de l'histoire du jeune tueur en série Norio Nagayama, arrêté en avril 1969 à l'âge de 19 ans, condamné à mort en 1979 et exécuté en 1997.
Le film a remporté le Prix d'Or lors du Festival international du film de Moscou 1971.

## Synopsis
Après avoir quitté le lycée, Michio Yamada (personnage inspiré du tueur en série Norio Nagayama) s'implique dans le shudan shushoku, un programme de travail du gouvernement japonais d'après-guerre qui consiste à emmener une classe d'élèves du secondaire de la campagne à Tokyo pour travailler pour une entreprise fruitière. Des choses terribles sont arrivées à sa famille dans le passé. Il est le septième enfant d'une fratrie de huit, a une mère soumise à son mari irresponsable. Alors qu'il est enfant il est contraint d'assister au viol de sa sœur ainée, qui est traumatisée et envoyée dans une institution psychiatrique. En 1968, Yamada vole une arme à feu dans une base de la marine américaine. Yamada tue deux chauffeurs de taxi et leur vole leur argent. Il fréquente une fille dans une boite de nuit, et ils droguent un client pour lui voler son argent. Elle est sévèrement battue par un gang yakuza, et Yamada se bat avec le chef du gang. Après un cambriolage, il est arrêté par la police.

## Fiche technique
- Titre original : 裸の十九才 (Hadaka no jukyu-sai)
- Réalisation : Kaneto Shindō
- Scénario : Kaneto Shindō, Shozo Matsuda, Isso Seki
- Production : Toshio Itoya, Setsuo Noto, Kazuo Kuwahara
- Photographie : Kiyomi Kuroda, Yoshiteru Takao
- Montage : Toshio Enoki
- Musique : Hikaru Hayashi, Yasuhiro Koyama
- Production : Kindai Eiga Kyokai
- Distributeur : Toho
- Durée : 120 minutes
- Date de sortie : 
  - Japon : 31 octobre 1970

## Distribution
- Daijiro Harada : Michio Yamada
- Nobuko Otowa : Take Yamada, la mère de Michio
- Keiko Torii : Sakie Hayashi
- Kiwako Taichi : Tomoko
- Kei Satō : le détective
- Rokkō Toura : le professeur Gondo
- Daigo Kusano : Hanjiro Yamada
- Junkichi Orimoto : propriétaire du magasin
- Sanae Takasugi : la tante de Tomoko

## Distinctions
- 1971 : Prix d'Or lors du Festival international du film de Moscou 1971[3]